# Elena (město)
Elena (bulharsky Елена) je město ležící ve středním Bulharsku, v údolí na severních svazích Staré planiny. Je správním střediskem stejnojmenné obštiny a žije v něm přibližně 4 800 obyvatel.

## Zeměpis
Městečko Elena se nachází na úpatí zalesněného Elenského Balkánu. Nachází se v krásném údolí řeky Elenska. Na severu se rozprostírá Elenská vysočina, na jihu Balkán. Severně od města se nachází kopec Čukan, kde vysoko mezi borovými plantážemi stojí budova bývalé klimatické školy. Za kopcem se tyčí řada vrcholů tvořených vápenci, opukami a pískovci.

## Dějiny

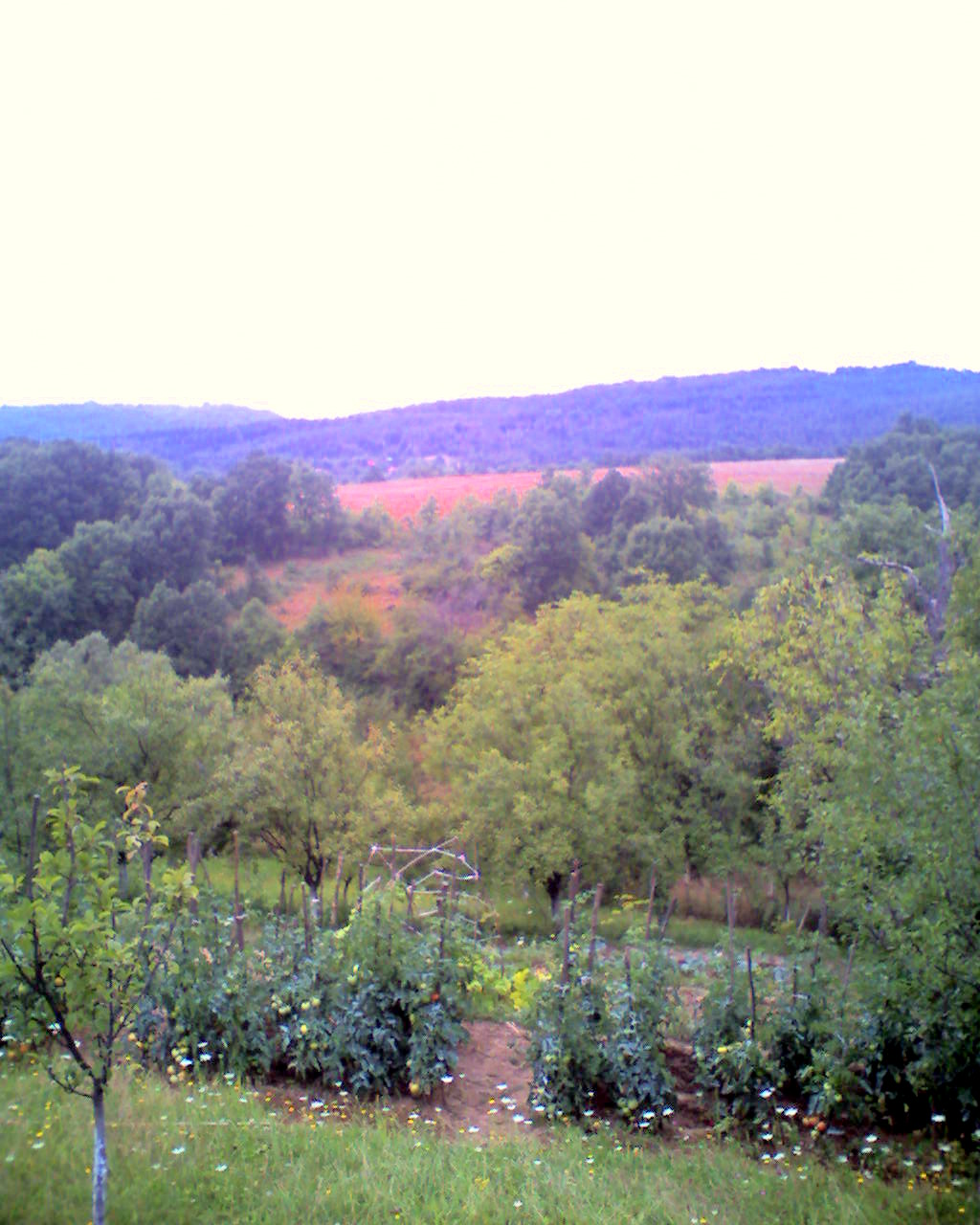
Krajina na středním Balkáně v okolí Eleny

Město je známo od roku 1430 pod názvy Strımena a Elyana.
Město mělo tři kostely. Nejstarší je kostel svatého Mikuláše, který existoval již před 16. stoletím. Je zaznamenán ve starém žaltáři vytištěném v Benátkách textem: „Knihu daroval kostelu svatého Mikuláše v roce 1518 jistý Pera.“ Už tehdy byl chrám úložištěm knih – mostem mezi Trnovskou literární školou a Elenou. Podle tradice je známo, že kostel vlastnil mnoho starých rukopisných knih psaných na pergamenu. Chrám byl po dlouhou dobu v Eleně jediný. Velké bohoslužby se konaly na svátky Archanděla Michaela, svatého Mikuláše a svatého Elijáše. V tyto dny se pak konaly místní  trhy, které se později rozvinuly v jarmarky, které trvaly tři dny.
23. dubna 1800 byla Elena napadena krdžaliji, kteří zapálili kostel svatého Mikuláše a s ním shořela i velká část knih. Místní obyvatelé se rozhodli, že jej obnoví, aniž by obdrželi nezbytné povolení. Chrám stavěli tajně, po dobu 40 dní, protože byl vykopán do země, aby neobtěžoval zotročovatele. Do dnešní podoby byl zrekonstruován v roce 1804 z prostředků bohatších občanů a práce obyvatelstva. Stavbu řídil hadži Ivan Kisjov, kterému se podařilo zmást přivolanou kontrolu tím, že dal stěny obnoveného kostela vymalovat vápnem smíchaným s dřevěným uhlím, aby vypadal starý a zakouřený. Do dnešní podoby byl zrekonstruován v roce 1804 díky prostředkům bohatších občanů a práci zdejšího obyvatelstva. Kostel je kompletně vymalován tehdy známými elenskými malíři Davidem a Jakubem. Nástěnné malby mají mimořádnou hodnotu a byly prohlášeny za národní kulturní památku. Velkou uměleckou hodnotu má dřevěný ikonostas a biskupský stolec v kostele. Kostel byl vysvěcen 25. března 1805 na den zvěstování Panny Marie. Na do kamene vytesaném nápisu vlevo před oltářem je napsáno: „Kostel byl postaven od základů poté, co byl vypálen agarskými lupiči. Ztráta spálených pergamenových historických rukopisů z knižní pokladny je těžká.“
S úředním svolením byla v roce 1800 postavena nová kaple Nanebevzetí Panny Marie, významně rozšířená v roce 1813. Dřevostavba ale postupem času nevyhovovala potřebám osady a obyvatelé Eleny měli v úmyslu postavit velký kostel. Rozebrali kámen z místní staré pevnosti, čímž chtěli také zamezit umístěni turecké posádky do ní.  Stavba začala v roce 1836 a byla dokončena o rok později, kdy byl chrám 28. srpna vysvěcen. V roce 1861 prošel chrám opravou, o níž byl na západní stěně vysoko nad římsou ponechán nápis. Samostatnou budovou je zvonice, postavená v roce 1912. V roce 1925 přišel kostel o velmi cenný umělecký výtvor, neboť při požáru shořel ikonostas.

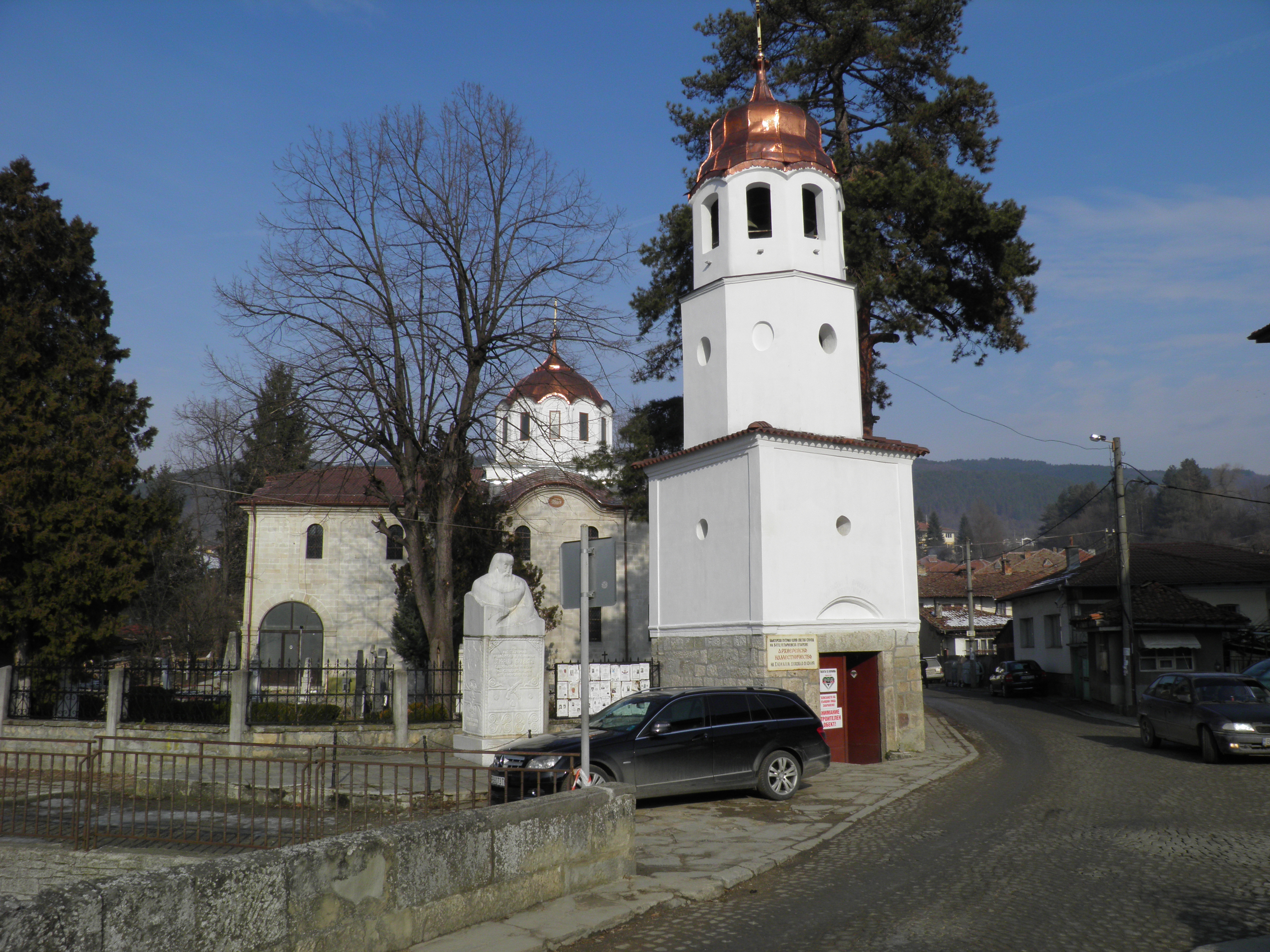
Pravoslavný kostel Narození Panny Marie

Třetí kostel je kostel Narození Panny Marie a má podobný osud jako starý kostel sv. Mikuláše. Kaple byla postavena v roce 1812 tajně a bez sultánova firmanu. I tuto stavbu při kontrole zamaskovali tím, že do ní přivedli koně, aby vypadala jako stáj. Kaple s přistavěnými celami původně sloužila jako ženský klášter. Hrázděné zdi podlehly 20. července 1859 ohni a následně byla zahájena stavba nového kostela, který byl dokončen v roce 1865. Na stavbě se jako učedník podílel i Kolju Fičeto. V následujícím roce byla vedle chrámu ve dvou vybudovaných místnostech otevřena dívčí škola, která fungovala až do roku 1894. V roce 1966 byl chrám stavebně zpevněn. Při restaurátorských pracích na freskách kostela nad severními dveřmi byla objevena zapuštěná kamenná deska s pěkným reliéfním obrazem patrona kostela svatého Mikuláše. Na podzim roku 1987 byl kostel konečně restaurován a zpřístupněn.

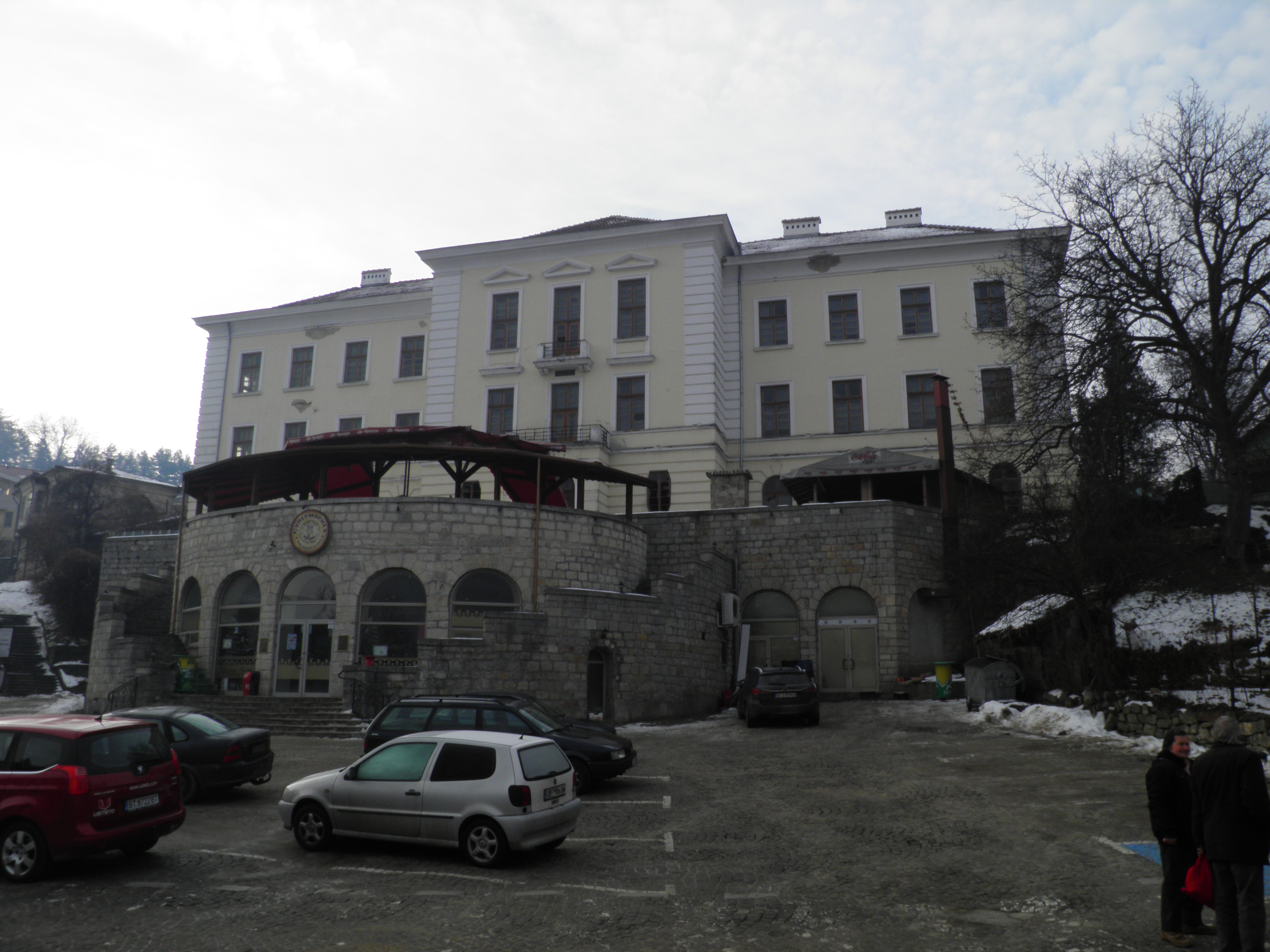
Gymnázium v Eleně

Ku konci osmanské nadvlády bylo město centrem řemesel, obchodu a kultury. Místní obyvatelé hráli důležitou roli během bulharského národního obrození. Účastnili se Velčova spiknutí v roce 1835 a Trnovského povstání v roce 1862. Navzdory vysoce konzervativnímu duchu města sem v roce 1871 dorazili Vasil Levski a Angel Kănčev a založili tajný místní revoluční výbor se Savou Kǎršovským jako předsedou.
Po zahájení rusko-turecké války bylo město 12. července 1877 bez většího odporu dobyto jednotkami ruského jezdectva. Začátkem prosince se stalo dějištěm jedné z nejkrvavějších bitev války. Osmanské jednotky, postupující z východu ve snaze dostat se do obleženého Plevenu, prolomily ruské obranné linie a 4. prosince dobyly Elenu. Obyvatelstvo města se podařilo evakuovat spolu s ustupujícími ruskými jednotkami. Osmanům se nepodařilo svůj úspěch zúročit a byli Rusy zastaveni. Po pádu Plevenu začali Turci ustupovat, 14. prosince město opustili a zapálili. Elenští po návratu z útěku zachránili pšenici uloženou v kostele Narození Panny Marie.

## Obyvatelstvo
K 15. září 2024 ve městě žilo 4 737 obyvatel a bylo zde trvale hlášeno 5 415 obyvatel. Podle sčítání z 1. února 2011 bylo národnostní složení následující:
- Bulhaři: 4 829 (92.1 %)
- Turci: 370 (7.1 %)
- Romové: 13 (0.2 %)
- ostatní[p 2]: 31 (0.6 %)